# Philodendron brent-berlinii
Philodendron brent-berlinii är en kallaväxtart som beskrevs av Thomas Bernard Croat. Philodendron brent-berlinii ingår i släktet Philodendron och familjen kallaväxter. Inga underarter finns listade.